# Powder-Alarm

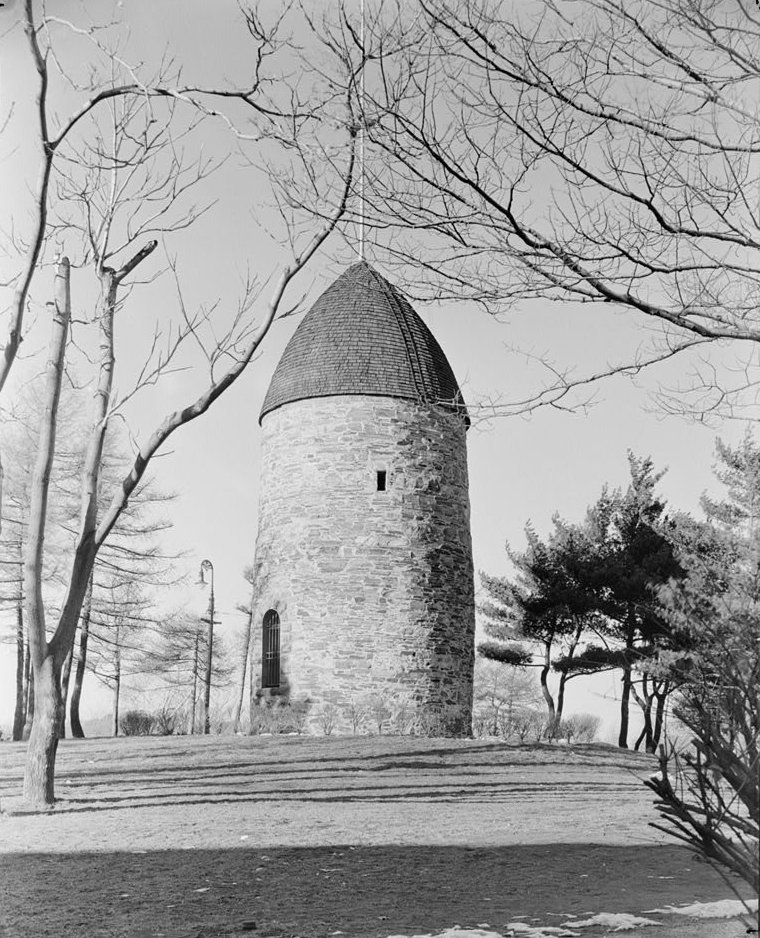
Das Old Powder House in Somerville, Massachusetts im Nathan Tufts Park beim Powder House Square

Der Powder-Alarm (Schießpulver-Alarm) war eine heftige öffentliche Reaktion in der britischen Kolonie Massachusetts auf einen Überraschungsangriff britischer Soldaten unter dem Befehl von General Thomas Gage. Dieser war der königlich-britische Gouverneur von Massachusetts vor dem Amerikanischen Unabhängigkeitskrieg. Am 1. September 1774 beschlagnahmten britische Soldaten bei einem Überraschungsangriff Schießpulver und andere militärische Vorräte in der Nähe von Boston. Dieses Unternehmen beunruhigte die Landbevölkerung, die den unmittelbar bevorstehenden Ausbruch eines Bürgerkriegs fürchtete, und die Gruppierung der amerikanischen Patrioten trat in Aktion. Obwohl sich alles bald als falscher Alarm herausstellte, führte der Powder-Alarm dazu, dass alle Beteiligten in der Folgezeit Vorbereitungen trafen. Somit wurde der Powder-Alarm zu einer Art Generalprobe für die Gefechte von Lexington und Concord sieben Monate später.

## Die Expedition
General Gage oblag es, einige höchst unpopuläre Gesetze, die sogenannten Intolerable Acts, umzusetzen. Gleichzeitig wollte er einen Kriegsausbruch zwischen der Mehrheit der Partei der amerikanischen Patrioten (Whigs) und der Minderheit der Großbritannien treuen Loyalisten (Tories) verhindern. Er glaubte, dies könnte er erreichen, indem er militärische Vorräte beschlagnahmen ließ, die in Massachusetts gelagert wurden.
Früh am Morgen des 1. September 1774 überquerte eine Einheit von ungefähr 260 britischen Berufssoldaten (Regulars) den Mystic River bei Boston und landete in der Nähe des Winter Hill im heutigen Somerville. Zu jener Zeit gehörte dieser Landstrich zu Charlestown. Von dort marschierten sie ungefähr eine Meile zum Powder House (Pulverhaus) am heutigen Powder House Square. Dort wurde der größte Vorrat an Schießpulver in Massachusetts gelagert. Der County-Sheriff gab den königlichen Soldaten die Schlüssel zum Gebäude, und nach Sonnenaufgang nahmen sie alles Schießpulver mit. Daraufhin kehrte der Großteil der britischen Soldaten auf demselben Weg nach Boston zurück. Ein kleines Kontingent marschierte nach Cambridge, nahm dort zwei Feldkanonen mit und kehrte zu Fuß über die große Brücke nach Boston zurück.

## Reaktion
Dieser Erfolg veranlasste den Marsch von zehntausenden Milizsoldaten nach Boston, der jedoch abgebrochen wurde. Viele von ihnen kamen aus Ortschaften und Landstädten außerhalb Massachusetts aus den anderen Provinzen Neuenglands. Sie hatten falsche Gerüchte über einen bewaffneten Konflikt und fortgesetzte britische Truppenbewegungen gehört. Nachdem sie korrekte Informationen erhalten hatten, kehrten diese Milizeinheiten nach Hause zurück. Eine wütende Menge Patrioten verjagte einige Loyalisten aus Cambridge und zwang den Sheriff, der den Briten die Schlüssel gegeben hatte, dazu, einen Eid zu leisten, fortan nie wieder die Intolerable Acts durchzusetzen oder Befehlen von Gage zu gehorchen.
Die wütende Reaktion der Bevölkerung überraschte Gage, und er unterließ eine zweite ähnliche Aktion. Gage zog seine Truppen in Boston zusammen und forderte in London Verstärkung an.

## Folgen
Nach dem Powder-Alarm suchten die Milizen in Massachusetts, ihre Vorräte zu verbergen, und sie verstärkten ihre Bemühungen, Informationen über Gages Pläne und Truppenbewegungen zu erlangen. Dabei spielte Paul Revere eine wichtige Rolle, weil er aus Boston kam, als Handwerker der Mittelklasse über eine Vielzahl an Kontakten zu allen Bevölkerungsschichten verfügte und er ein wohlbekannter Werber und Organisator für die patriotische Sache war.
Am 21. September 1774 trafen sich Anführer der Patrioten aus ganz Neuengland in Worcester. Sie beschlossen, die Ortsversammlungen dazu zu bewegen, ein Drittel der Milizionäre in besondere Kompanien zu gliedern, die innerhalb kürzester Zeit einsatzfähig sein sollten. Diese wurden Minutemen genannt. Außerdem sollte ein Nachrichtensystem aus schnellen Reitern und Signalen gebildet werden. Dieses war ein wichtiger Faktor bei den späteren Gefechten in Lexington und Concord. Im Oktober 1774 trat die frühere Provinzversammlung von Massachusetts im Protest über den Massachusetts Government Act zusammen und erklärte sich zum Ersten Provinzkongress. Es wurde ein Sicherheitskomitee gebildet, nach einem gleichnamigen Vorbild aus dem Englischen Bürgerkrieg.
Sie ließen Pulvervorräte aus Forts in Newport, Providence sowie New London wegschaffen. Sowohl Loyalisten als auch Patrioten beanspruchten dabei das Eigentum an diesem Pulver. Dieses wurde daraufhin an die Milizen im Inland verteilt. Bei einer dieser Aktionen kam es am 15. Dezember 1774 in Fort William und Mary in Portsmouth, New Hampshire, zu einem kurzen Feuergefecht mit den sechs dort stationierten britischen Soldaten. Es wurde dabei jedoch niemand ernsthaft verletzt, und die Milizen besetzten das Fort. Dessen Vorräte wurden ebenfalls abtransportiert.
Am Sonntag, dem 27. Februar 1775 wurde eine Abteilung von etwa 240 britischen Soldaten nach Salem gesandt, um dort Waffen zu beschlagnahmen. Sie wurden von einer kleinen Menge aufgehalten, die eine Zugbrücke auf dem Weg einholte und sie verhöhnte. Derweil brachten andere die Kanone in Sicherheit und erbaten aus den nahen Ortschaften Hilfe. Schließlich wurde die Zugbrücke wieder herabgelassen, und die britische Armee konnte die Schmiede durchsuchen, in der die Kanone zuvor gewesen war. Unter dem Spott der Milizionäre, die neben ihnen hermarschierten, kehrten sie auf ihre Schiffe zurück.
Diese unblutigen Konfrontationen um militärische Vorräte erschienen sowohl den Beteiligten als auch den Historikern in der Rückschau als ein Zwischenschritt, der unausweichlich zum offenen Konflikt führen musste. Es sollte jedoch bedacht werden, dass die Ereignisse, die zu den Gefechten von Lexington und Concord am 19. April 1775 führten, nur ein weiterer harmloser und unblutiger Powder-Alarm hätten sein können, wenn sie nicht in einigen Schlüsselsituationen außer Kontrolle geraten wären.